# Шевченко, Геннадий Иванович
Геннадий Иванович Шевченко (19 августа 1929, Хасавюрт, Дагестанская АССР — 27 августа 2020, Ставрополь) — буровой мастер Мангышлакского управления буровых работ объединения «Мангышлакнефть» Министерства нефтяной промышленности СССР, Гурьевская область, Казахская ССР. Герой Социалистического Труда (1971).

## Биография
Родился в 1929 году в Хасавюрте.
С 1945 года трудился рядовым колхозником в колхозе имени Куйбышева Наурского района с усадьбой в селе Рубежное.
С 1949 по 1952 года проходил срочную службу в Советской Армии.
С 1953 года трудился помощником бурильщика на Старогрозненской конторы турбинного бурения в Грозном и на нефтяных промыслах в Краснодарском крае. В 1954 году вступил в КПСС.
С 1958 по 1961 года находился в командировке в Албании. С 1961 по 1965 года — помощник бурильщика, бурильщик конторы бурения «Грознефтеразведка».
С 1965 года — бурильщик, с 1970 по 1979 года — буровой мастер Мангышлакского управления буровых работ объединения «Мангышлакнефть» на нефтяных промыслах Нового Узеня и Жетыбая.
Бригада Геннадия Шевченко одной из первой в Мангышлакском управлении удостоилась почётного звания «Бригада коммунистического труда» и дважды занимала первые места во всесоюзном социалистическом соревновании среди нефтяников со званием «Лучшая бригада Министерства нефтяной промышленности». По итогам трудовой деятельности Восьмой пятилетки (1966—1970) бригада Геннадия Шевченко досрочно выполнила коллективные социалистические обязательства и плановые производственные задания. 30 марта 1971 года Указом Президиума Верховного Совета СССР удостоен звания Героя Социалистического Труда «за выдающиеся заслуги в выполнении заданий пятилетнего плана по добыче нефти и достижение высоких технико-экономических показателей в работе» с вручением ордена Ленина и золотой медали Серп и Молот.
Избирался членом Мангышлакского обкома и членом Ералиевского райкома Компартии Казахстана.
С 1979 года проживал в Ставропольском крае.

## Награды и звания
- Герой Социалистического Труда
- Орден Ленина
- Отличник нефтяной промышленности (1972)